# كان كرامر
كان كرامر (بالإنجليزية: Kane Kramer)‏ هو مخترِع بريطاني، ولد في 23 أبريل 1956 في المملكة المتحدة.

## وصلات خارجية
- الموقع الرسمي